# وو يي فانغ
وو يي فانغ (1885_1893م) كانت أول امرأة صينية تحصل علي بكالوريوس الآداب، وأول انثي تصبح رئيسة جامعة في الصين. تخرجت من كلية جينلينغ فكانت أول امرأة تحصل علي درجة البكالوريوس بعد موافقة الإمبراطور جوانجسكو علي تعليم النساء.
- وو درست في مدرسة هانغتشو للبنات ومدرسة شنغهاي تشي مينغ للبنات، وبدأت التدريس في عام1919م في مدرسة بكين العليا للمرأة. ثم حصلت علي درجة ياء والفلسفة في عام 1928م، بعد دراستها لعلم الحشرات في جامعة ميشيغان في الولايات المتحدة الأمريكية. ثم عادت إلي الصين في نفس السنة لتصبح رئيسة لجامعة جينلينغ وظلت رئيسة للجامعة لمدة 23 عام[3]
- وو كانت واحدة من أربع نساء وقعت علي ميثاق الأمم المتحدة بعد حضورها مؤتمر الأمم المتحدة في عام 1945م[4]
- وو درست في مدرسة هانغتشو للبنات ومدرسة شنغهاي تشي مينغ للبنات، وبدأت التدريس في عام1919م في مدرسة بكين العليا للمرأة. ثم حصلت علي درجة الدكتوراه في علم الأحياء والفلسفة في عام 1928م، بعد دراستها لعلم الحشرات في جامعة ميشيغان في الولايات المتحدة الأمريكية. ثم عادت إلي الصين في نفس السنة لتصبح رئيسة لجامعة جينلينغ وظلت رئيسة للجامعة لمدة 23 عام[3]
- وو كانت واحدة من أربع نساء وقعت علي ميثاق الأمم المتحدة بعد حضورها مؤتمر الأمم المتحدة في عام 1945م[4]